# Carmen Aristegui
María del Carmen Aristegui Flores (Ciudad de México, 18 de enero de 1964), conocida como Carmen Aristegui, es una periodista mexicana. Destacada por su trabajo informativo en programas de noticias en radiodifusoras y televisoras de México, así también como por su actitud abierta hacia temas habitualmente no abordados por el periodismo y por los debates que ha generado con la información que ha revelado. Es egresada de la carrera de ciencias de la comunicación de la Facultad de Ciencias Políticas y Sociales de la Universidad Nacional Autónoma de México (UNAM). Encabeza el medio de comunicación digital Aristegui Noticias, conduce un noticiero en CNN en Español y es editorialista en la sección Opinión del periódico mexicano Reforma.

## Infancia e inicios
María del Carmen Aristegui Flores nació el 18 de enero de 1964 en la Ciudad de México. Es la quinta de siete hijos. Es hija de Áurea Flores García y de Helios Aristegui Sebastián, su madre es descendiente de españoles y franceses; su padre llegó a México a los 7 años junto con su abuelo, José María Aristegui Laspiur y su familia, todos refugiados vascos de la guerra civil española, cuando se dio la derrota de la República y sobrevino el régimen de Francisco Franco. Esta guerra marcó, como a muchas personas llegadas en ese entonces a México, a la familia de Aristegui, y fue esa una de las razones por las que, después de terminar sus estudios en escuelas públicas, decidió dedicarse al periodismo y a la investigación de temas relacionados con lo político y lo social.

## Carrera

### Televisión
Se inició en la televisión en el Canal 13 de Imevisión (después llamada TV Azteca) como asistente en el noticiario Monitor financiero, conducido por Efrén Flores; más tarde, pasó a formar parte del equipo de comunicadores de Imevisión. Trabajó en el programa En blanco y negro, junto a Javier Solórzano, transmitido por MVS, y para el noticiero Noticias Canal 52: Aristegui-Solórzano, transmitido en el canal 52MX. De 2001 a 2005, colaboró en el programa Primer plano, del Canal Once, del Instituto Politécnico Nacional. Por más de cinco años, fue conductora del programa Partidos políticos. Condujo también la primera emisión del noticiero radiofónico Noticias MVS, transmitido por el canal 52MX, conduce el programa de entrevistas Aristegui, transmitido por CNN en Español. En una etapa trabajo para Televisa junto con Javier Solórzano en el programa Círculo Rojo.[cita requerida]

### Radio
Ha trabajado en varias estaciones de radio, tales como Radio Educación, FM Globo y Stereorey. Destacan los programas Para empezar, de MVS Radio, e Imagen informativa, del Grupo Imagen, donde permaneció hasta noviembre del 2002. En esa fecha tuvo un conflicto con Pedro Ferriz de Con, quien no le permitió ingresar a la cabina para transmitir su programa. A raíz de esto, tanto ella como Javier Solórzano decidieron abandonar los programas de Grupo Imagen. En un acto de solidaridad, los colaboradores de la segunda y de la tercera emisiones de Imagen Informativa, Ilana Sod, Julio Boltvinik, Denise Dresser y Vivian Hiriart, también renunciaron.
Condujo el programa Hoy por hoy, en W Radio, hasta el 4 de enero del 2008, cuando anunció la salida del aire del programa aduciendo diferencias contractuales y cambios en la dirección editorial que la empresa pretendía llevar a cabo. "A principios de diciembre del 2007 —declara Aristegui, según la transcripción del diario Reforma del 4 de enero del 2008—, se me notificó el deseo por parte de la empresa de no renovar el contrato, pero se abrió la posibilidad de continuar. La empresa me notificó que buscaría cambiar las condiciones contractuales en algunas de sus partes, incorporar algunos cambios en el modelo de dirección editorial, para lo cual se me presentó un documento de observaciones y preocupaciones sobre el manejo en esta materia, la conducción, lo que finalmente acaba siendo la dirección de este espacio informativo. Lo discutimos y quedamos en espera de las propuestas concretas. Eso, al final de cuentas, no aconteció." En la emisión de despedida, Aristegui afirmó haber recibido la noticia de su salida sorpresivamente.

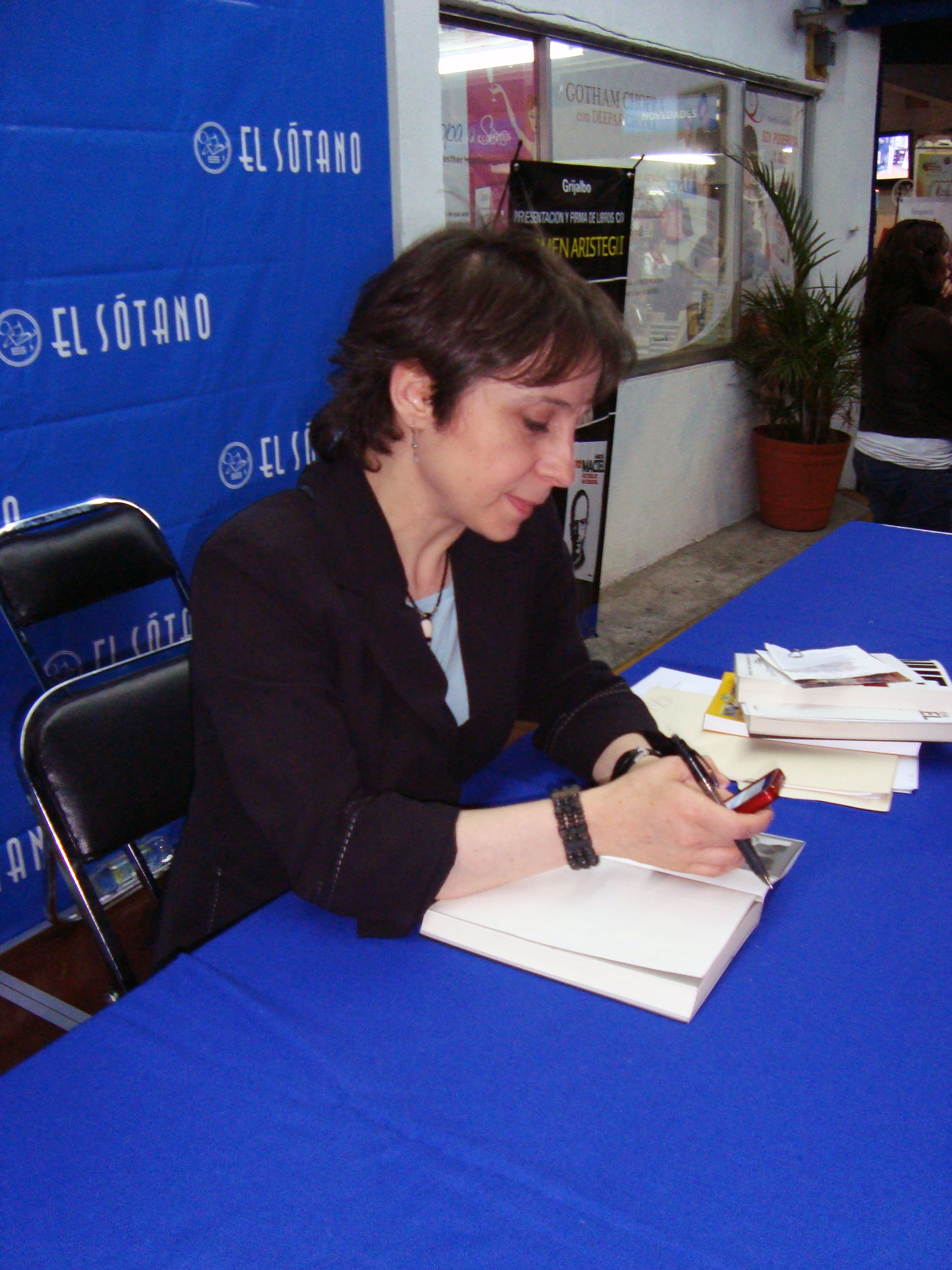
La periodista durante la presentación de su libro Marcial Maciel, historia de un criminal.

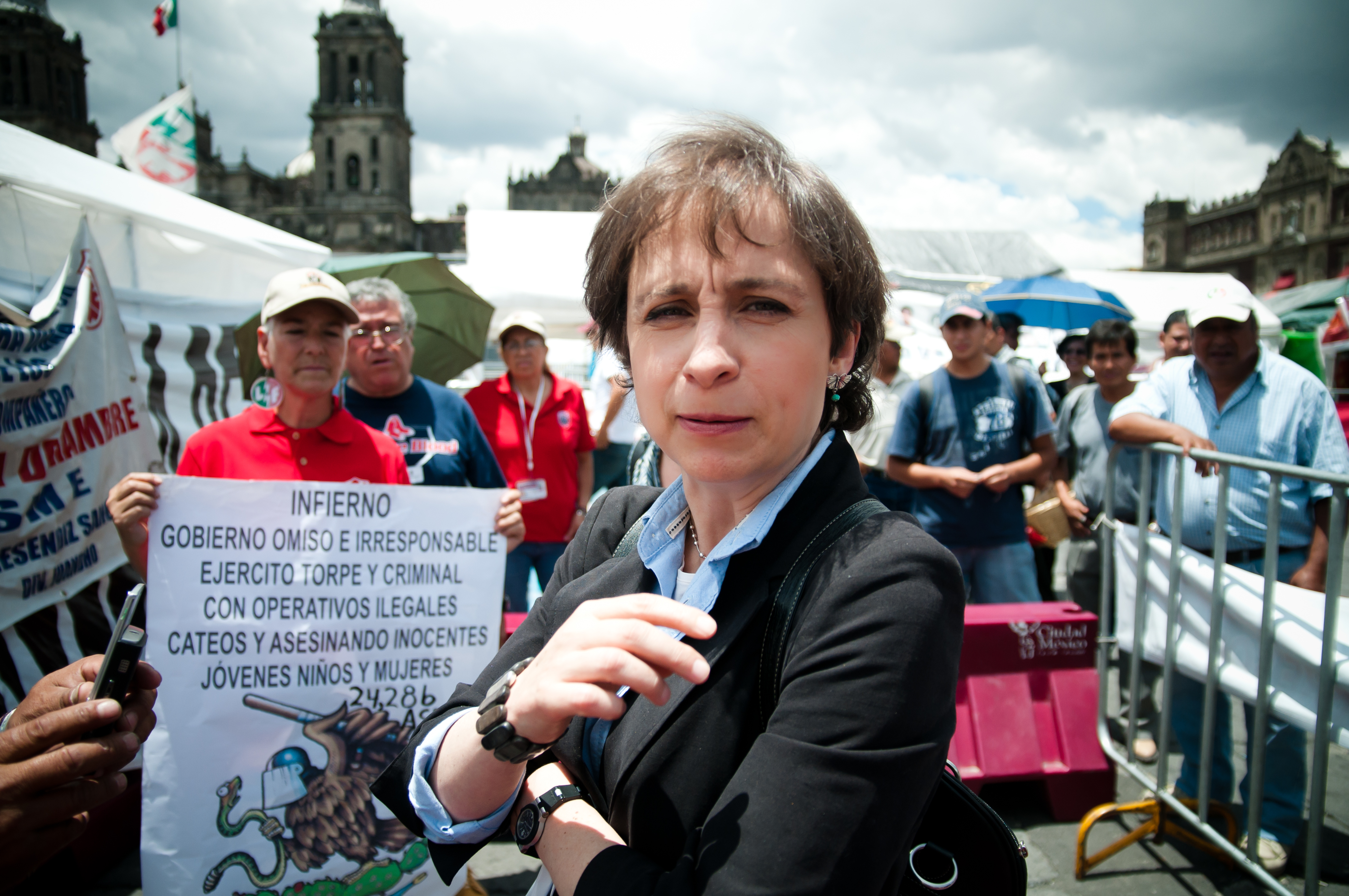
Aristegui durante una huelga de hambre de extrabajadores de la compañía eléctrica pública mexicana (Luz y Fuerza del Centro, que terminó por ser sustituida por la Comisión Federal de Electricidad), en el Zócalo de la Ciudad de México.

De acuerdo con el diario nacional La Jornada, "a lo largo de 2007 se empezaron a conocer las presiones de los consorcios Televisa y Grupo Prisa por limitar los márgenes de crítica de la periodista [...] Lo que se dice que definió el despido de la periodista no es otra cosa que la intervención de uno de los dos cuñados incómodos, que por cierto, desde este sexenio trabaja para la española Prisa". Respecto a esta última afirmación, el mismo periódico aclara que, apenas asumida la presidencia por Felipe Calderón Hinojosa, "su otro cuñado y cercano amigo, Juan Ignacio Zavala, fue nombrado representante de los intereses del consorcio multimedios hispano Prisa" (La Jornada, 4 de enero del 2008, pp. 10 y 28). Columnistas de diversos diarios, como Jorge Zepeda Patterson, de El Universal, y Miguel Ángel Granados Chapa, de Reforma, compartieron esta misma interpretación acerca de la intervención de Zavala. De acuerdo con Granados Chapa, "tal vez se trata de una decisión estratégica, encaminada a fortalecer la posición del consorcio de la familia Polanco ante el gobierno mexicano, en la misma dirección que lo llevó a contratar los servicios de José Ignacio Zavala, cuñado del presidente Calderón.
Luego del escándalo, Juan Ignacio Zavala declaró que no maneja las operaciones del Grupo Prisa en México, que su función en Prisa se circunscribe al periódico El País, concretamente como gerente de la Edición Global (enfocado a apoyar y coordinar la gestión -administrativa y comercial- de las ediciones internacionales del periódico).
El 12 de enero del 2009 inició de nueva cuenta la transmisión del programa radiofónico de Carmen Aristegui en la primera emisión de MVS Noticias, el cual, a partir del 6 de julio del mismo año (el día de las elecciones intermedias) comenzó, esta vez con la producción de Paola Flores Mendoza, la transmisión del programa radiofónico por el canal 52MX, que de igual forma pertenece a MVS.
El 7 de febrero del 2011, se anunció que era despedida de MVS, bajo el argumento de que había violado el código de ética de la empresa. El comunicado de MVS hizo referencia a sus políticas de ética periodística en las que se establece que los rumores no constituyen información respaldada por MVS como noticias. Esto ocurrió luego de una nota transmitida en el noticiero de Aristegui el 4 de febrero, donde el diputado Gerardo Fernández Noroña colocó en la tribuna de la Cámara de Diputados (México) una manta que acusaba [sic] al presidente Felipe Calderón Hinojosa de  alcoholismo. Por esto, Aristegui sugirió al aire que la Presidencia debía responder a la acusación. Esto causó inconformidad en la dirección de MVS, lo que motivó su deseo de no continuar su relación laboral con la periodista. El 9 de febrero del 2011, Carmen Aristegui ofreció una conferencia de prensa en la que culpó al presidente de la República de haber ordenado su despido. Dijo que el presidente de la empresa MVS, Joaquín Vargas, estaba enterado de esta situación. Calificó su despido como un "berrinche presidencial" "propio de las dictaduras". Afirmó que su despido ocurrió debido a que ella no leyó una disculpa dirigida al presidente, situación que originó una ola de solidaridad en Twitter, hizo que su nombre se convirtiera en un trending topic mundial y generó una manifestación frente a las instalaciones de MVS Radio. Tras un acuerdo, Aristegui regresó al noticiero de MVS el 21 de febrero.
Posteriormente, se dieron a conocer los mensajes entre el presidente de MVS Comunicaciones, Joaquín Vargas Guajardo, y el extitular de la Secretaría de Comunicaciones y Transportes, Dionisio Pérez Jácome; este último condicionaba la entrega de una licitación de bandas de 2.5 GHz para Internet con la recontratación de Carmen Aristegui.
Además se reveló, también a cargo de Joaquín Vargas, que Alejandra Sota, vocera de la Presidencia, hizo entrega de un texto a Carmen Aristegui para que lo leyera en el noticiero en forma de disculpa.
El 11 de marzo del 2015, Aristegui anunció la incorporación de Noticias MVS Primera Emisión a la iniciativa Méxicoleaks. Sin embargo, la empresa desconoció dicho convenio, y acusó a Aristegui de "abuso de confianza", y al mismo tiempo despidió a dos reporteros e investigadores del noticiero, Daniel Lizárraga e Irving Huerta. Durante la transmisión de Noticias MVS Primera Emisión del 13 de marzo del 2015, Aristegui señaló ante el micrófono su desacuerdo con el despido de los colaboradores del programa, y señaló que su permanencia en el programa dependía de que ambos regresaran al mismo. En un comunicado emitido por MVS, el domingo 15 de marzo, la empresa informó el fin de la relación laboral con Carmen Aristegui.
En conferencia de prensa realizada el 28 de septiembre de 2018 se anunció su retorno a la frecuencia radiofónica por medio de la señal de Grupo Radio Centro con inicio para el 17 de octubre del mismo año. A partir de esta fecha, formó parte de la parrilla de programación, primero de XERC-FM 97.7 MHz (hoy de MVS) y posteriormente de las estaciones XHRED-FM 88.1 MHz y XERED-AM 1110 kHz con los formatos 97.7, Radio Centro, Universal y La Octava y Universal, respectivamente. Así mismo, su programa se trasmite a través de las estaciones de GRC que tienen presencia principalmente en las ciudades de Guadalajara y Monterrey.

### Prensa
Desde el 2013 contribuye como editorialista del diario Reforma. Anteriormente, en coautoría con Javier Solórzano, Aristegui escribió la columna «Círculo rojo» para el diario El Universal.[cita requerida]

### Internet
El 16 de enero de 2017, inició la trasmisión de un noticiero en vivo a través de su portal de internet.
Aristegui Noticias y su programa Aristegui en vivo han sido reconocidos por su impacto en el periodismo digital y su contribución a la libertad de prensa en México. Uno de los reconocimientos más destacados fue el Premio Knight del Centro Internacional para Periodistas(ICFJ), que destacó la labor del portal como un referente en periodismo digital.

### Otras actividades
Participó como consejera electoral del Instituto Federal Electoral en las elecciones de la Ciudad de México (en ese entonces todavía llamada Distrito Federal), en 1997, cuando se eligió por primera vez al gobierno de la ciudad. Ha sido moderadora y conferencista en diversos foros académicos y universitarios a nivel nacional.[cita requerida]
En el 2004, portó brevemente la antorcha olímpica en el Maratón Global de Países rumbo a los Juegos Olímpicos del 2004, que se celebraron en Atenas.
Ha sido presidenta del jurado del Premio Alemán de Periodismo Walter Reuter (PAPWR) desde el 2012. En este rol, ha ayudado a reconocer y destacar el trabajo de periodistas que abordan temas de gran relevancia social y política en México. 
También ha tenido un papel destacado en el Premio Gabo, y ha formado parte del Consejo Rector. Desde esta posición, ha contribuido a la evaluación y reconocimiento de trabajos periodísticos excepcionales en Iberoamérica.

## Investigaciones periodísticas relevantes

### Red de prostitución
Carmen Aristegui dio a conocer, a principios de abril de 2014, mediante un reportaje de MVS Noticias, una red de prostitución que operó por más de una década en el interior del Partido Revolucionario Institucional en el Distrito Federal. Este reportaje conmocionó a la opinión pública, a los analistas y a todo el medio político del país, la cual informaba, mediante una grabación por parte de una reportera de Noticias MVS infiltrada en las oficinas del PRI-DF, cómo las mujeres eran enganchadas, seleccionadas y condicionadas a trabajar en una red de prostitución dirigida por Cuauhtémoc Gutiérrez de la Torre, en ese entonces máximo dirigente del PRI en el DF.

### Pederastia clerical
También abordó los casos en los que menores de edad fueron víctimas de abuso sexual por parte de sacerdotes, en los que se vio involucrado el cardenal Norberto Rivera Carrera, acusado en la Corte Suprema de California de conspiración internacional por su presunta protección del cura Nicolás Aguilar, acusado de pederastia. La Suprema Corte de Justicia del estado de California, en los Estados Unidos, declaró improcedente dicha demanda en 2009. Confirmaba así la sentencia emitida el 17 de octubre del 2007 por el Tribunal Superior de Justicia de Los Ángeles, California.
Carmen Aristegui investigó también la vida de Marcial Maciel, caso acerca del cual publicó el libro Marcial Maciel: Historia de un criminal, y los numerosos casos de pederastia en los cuales se vio involucrado, e incluso extendió responsabilidades sobre Juan Pablo II y cuestionó de paso su beatificación.

### La casa blanca
En noviembre de 2014, la periodista dio a conocer una investigación de su equipo en donde habla de la presuntas implicaciones por la compra de la casa ubicada en Lomas de Chapultepec por un valor de 7 millones de dólares estadounidenses entre Angélica Rivera y la constructora Grupo HIGA.

### Tesis de licenciatura de Peña Nieto
El 21 de agosto de 2016 se presentó una investigación acerca del hecho de que la tesis presentada por Enrique Peña Nieto para obtener el grado de licenciatura en derecho, otorgado por la Universidad Panamericana, contiene cerca de un 30 por ciento de párrafos que se hallan presentes en otros textos, sin haberlos citado como fuente.

## Controversia contra Laura Bozzo
El 22 de septiembre del 2013, Marcela Turati y Eduardo Miranda —ambos reporteros del semanario Proceso— publicaron una nota donde se denunciaba el uso de un helicóptero propiedad del gobierno del Estado de México, encabezado por Eruviel Ávila, en la grabación de escenas para un programa de televisión en la comunidad de Coyuca de Benítez, Guerrero, una zona afectada por el huracán Manuel. Estas escenas se transmitieron en un programa donde se mostraba a Laura Bozzo ayudando a los damnificados. Aristegui retomó esta nota en su programa de radio, y entrevistó a los reporteros de Proceso. Causó controversia en los medios de comunicación y en las redes sociales, principalmente por el uso indebido de un helicóptero propiedad del gobierno.
Por su parte, el alcalde de Coyuca de Benítez, Ramiro Ávila Morales, declaró que Laura Bozzo jamás entregó víveres o apoyos de ningún tipo y que, por el contrario, se rehusó a transportar ayuda en el helicóptero del Gobierno del Estado de México a las comunidades aisladas. En consecuencia, Laura Bozzo, en su programa Laura , transmitido por Televisa, respondió a Aristegui y la retó a asistir juntas a la comunidad para saber el sentir de la gente; Aristegui se negó, por lo que Bozzo señaló que pedía el derecho de réplica en su programa de radio; la respuesta fue que debía hacer una solicitud por escrito y estar firmada a nombre de Televisa.

## Caso Pegasus
En 2017 se reveló que el software espía Pegasus, desarrollado por la empresa israelí NSO Group, había sido utilizado por el gobierno mexicano para espiar a periodistas, activistas de derechos humanos y opositores políticos.
Carmen Aristegui, su equipo de trabajo e incluso su hijo Emilio, quien era menor de edad en ese entonces, fueron blancos de este espionaje. Estos ataques ocurrieron poco después de que Aristegui publicara investigaciones críticas contra el gobierno, entre ellas el célebre reportaje sobre "La Casa Blanca" de Enrique Peña Nieto.
El caso Pegasus desató un escándalo internacional y fue denunciado por organizaciones como Citizen Lab, Artículo 19 y Amnistía Internacional, que consideraron este espionaje un grave ataque a la libertad de prensa y los derechos humanos. A pesar de las evidencias presentadas, hasta la fecha no ha habido rendición de cuentas efectiva por parte de las autoridades mexicanas, y el único detenido en relación con este caso fue absuelto recientemente.

## Reconocimientos
- 2001 - Premio Nacional de Periodismo de México en categoría Crónica, por el Gobierno de México (compartido con Javier Solórzano).[48]
- 2002 - Reconocimiento del Centro Mexicano para la Filantropía.
- 2002 - Premio Nacional del Periodismo del Club de Periodistas de México.
- 2003 - Premio Imagen Pública, Comunicador.[49]
- 2004 - Premio Nacional de Periodismo de México, Mesa de análisis.[50]
- 2004 - Primer Trofeo a la Mujer "Mont Blanc"[51]
- 2004 - Premio Nacional de Periodismo del Club de Periodistas de México, Mejor Noticiero de Radio “Hoy por Hoy”.[52]
- 2006 - Premio Nacional de Periodismo del Club de Periodistas de México, Trascendencia Informativa por Medios Electrónicos.[53]
- 2006 - Medalla Omecíhuatl del Instituto de las Mujeres de la Ciudad de México[54]
- 2006 - Premio Ondas Iberoamericano de Radio, por el programa Hoy por hoy.[55]
- 2008 - Premio María Moors Cabot
- 2009 - Premio Nacional de Periodismo de México, Entrevista.
- 2010 - Presea Sor Juana - Universidad del Claustro de Sor Juana
- 2013 - Orden de la Legión de Honor (grado Chevalier)[56][57]
- 2014 - Galardón a las Mejores Prácticas Corporativas, en el rubro Labor Periodística.
- 2014 - Premio Corazón de León, por la Universidad de Guadalajara.
- 2014 - Premio PEN de México
- 2015 - Doctorado honoris causa, por la Universidad Autónoma de Querétaro.
- 2015 - Premio Nacional de Periodismo de México 2014, Reportaje por La casa blanca.[58][59]
- 2015 - Premio Presidencial al Valor de la Asociación Nacional de Periodistas Hispanos (NAHJ)
- 2015 - Premio Gabriel García Márquez de Periodismo, en la categoría Cobertura, por el reportaje La casa blanca.[60]
- 2015 - Orden del Mérito de la República Federal de Alemania, en el grado de Cruz de Caballero.[61]
- 2016 - Premio Internacional de Periodismo Knight
- 2018 - Premio Zenger a la libertad de prensa.[62]
- 2022 - XIX Premio de Periodismo ‘Diario Madrid’. [63]
- 2023 - Gran Premio a la Libertad de Prensa 2023 por la Sociedad Interamericana de Prensa.[64]
- 2023 - Premio Internacional Héroe Mundial de la Libertad de Prensa, otorgado por el Instituto Internacional de Prensa y el Soporte de Medios Internacional (IMS, por sus siglas en inglés).[65]

## Publicaciones

### Libros
- Marcial Maciel: Historia de un criminal (Grijalbo, 2012)
- Transición: Conversaciones y retratos de lo que se hizo y se dejó de hacer por la democracia en México (Grijalbo Mondadori, 2009)
- Uno de Dos. 2006: México en la Encrucijada (Grijalbo, 2006)

## Documentales
En el Festival de Cine Internacional de la Ciudad de Ámsterdam se presentó el documental de coproducción suiza y mexicana Silencio Radio que narra la censura de la que fue objeto la periodista en el marco de su salida de MVS. Tuvo su estreno en México en marzo de 2020 en el Festival Internacional de Cine UNAM.